# Le Pêcheur (roman)
Pour les articles homonymes, voir Le Pêcheur.
 (novembre 2022).
Si vous disposez d'ouvrages ou d'articles de référence ou si vous connaissez des sites web de qualité traitant du thème abordé ici, merci de compléter l'article en donnant les références utiles à sa vérifiabilité et en les liant à la section « Notes et références ».
Le Pêcheur (titre original : Time is the Simplest Thing/The Fisherman) est un roman de science-fiction de Clifford D. Simak publié en 1961.